# Carroll Cole
Carroll Edward Cole, född 9 maj 1938 i Sioux City, Iowa, död 6 december 1985 i Carson City, Nevada var en amerikansk seriemördare som avrättades i Nevada 1985 för att ha dödat två kvinnor genom strypning.  Han dömdes också för att ha mördat tre andra kvinnor i Texas och tros ha mördat upp till trettio andra människor mellan 1947 och 1980.